# Fernando Priego Chacón
Fernando Priego Chacón, né le 29 octobre 1981, est un homme politique espagnol membre du Parti populaire (PP).

## Biographie

### Profession
Il réalise ses études à l'université de Grenade où il obtient un diplôme en relations au travail ainsi qu'une licence en sciences du travail. Il est, en outre, titulaire d'une formation complémentaire en gestion du personnel et de l'entreprise.

### Carrière politique
Il adhère au Parti populaire en 1998. À partir de 2007, il occupe les fonctions de vice-secrétaire régional des Nouvelles Générations du Parti populaire d'Andalousie, secrétaire général du PP de Cabra ainsi que membre du comité exécutif du PP de Cordoue. Membre de la junte directrice régionale du PP andalou, il est élu conseiller municipal de Cabra lors des élections municipales de 2007. Il siège en tant que vice-porte-parole du groupe populaire municipal.
Lors des élections municipales de mai 2011, il est élu maire de Cabra disposant d'une majorité absolue. Il est désigné député à la députation provinciale de Cordoue en mai 2012. Il remporte une nouvelle majorité absolue avec près de 60 % des suffrages lors des élections de mai 2015 et est investi maire pour un second mandat.
Le 26 juin 2016, il est élu sénateur pour la circonscription de Cordoue au Sénat et décide d'abandonner son siège à la députation provinciale.